# Herb Belgradu

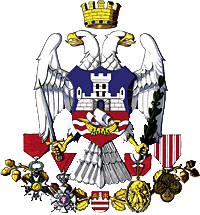
Wielki herb Belgradu

Mały herb Belgradu

Herb Belgradu jest używany w trzech wersjach: małej, średniej i wielkiej. Wersja mała to sama tarcza herbowa z godłem, w średniej ponad tarczą występuje corona muralis z pięcioma blankami oraz diadem wysadzany pięcioma kamieniami szlachetnymi – rubinami, szmaragdami i szafirami. Tej wersji używają władze miasta w oficjalnych dokumentach. Wielki herb ma tarczę herbową umieszczoną na piersi dwugłowego orła o złotym uzbrojeniu (szponach, dziobie i języku). Corona muralis widnieje nad głowami orła, ptak trzyma w prawym szponie miecz, a w lewym gałązkę oliwną. Poniżej szponów orła wieniec z gałęzi dębowych z żołędziami, a na nim cztery ordery: Orden Karađorđeve zvezde sa mačevima, Legia Honorowa, Československý válečný kříž oraz orden narodnog heroja. Między gałęziami dębu niewielka tarcza herbowa z najstarszym znanym herbem Belgradu.

## Godło herbowe
W godle użyto barw narodowych Serbii: niebieskiej, białej i czerwonej. W górnej części herbu widnieje błękitne niebo, pośrodku tarczy przedstawiono mury miejskie, których biała barwa nawiązuje także do nazwy miasta (Belgrad – białe miasto). Otwarta brama symbolizuje gościnność i tradycje handlowe Belgradu. Barwa czerwona w podstawie herbu symbolizuje cierpienia Serbów podczas walki o niepodległość. Dwie białe wstęgi w polu czerwonym przedstawiają rzeki Dunaj i Sawę. Na falach rzecznych unosi się w herbie złota trirema o białych żaglach, co jest nawiązaniem do istnienia miasta już w starożytności. 

## Historia
Obecny wzór tarczy herbowej i godła zaprojektował w 1931 Đorđe Andrejević-Kun, projekt został przyjęty jako obowiązujący herb Belgradu rok później. Wersja średnia i wielka zostały opracowane przez Serbskie Towarzystwo Heraldyczne "Biały Orzeł" w 2003. Mały herb jest jedynym dopuszczonym do powszechnego użytku, pozostałych może używać wyłącznie miasto, z czego wielkiego tylko przy specjalnych, oficjalnych okazjach.